# Polinyà
Polinyà (em catalão e oficialmente; em castelhano: Polinyá ou Poliñá) é um município da Espanha, na comarca do Vallès Occidental, província de Barcelona, comunidade autónoma da Catalunha. Tem 8,8 km² de área e em 2021 tinha 8 494 habitantes (densidade: 965,2 hab./km²).